# شوگارت
شوگارت (انگلیسی: Shugart) شرکت سخت‌افزار آمریکایی است، که در سال ۱۹۷۳ تأسیس شد.